# Chrysolina baetica
Chrysolina baetica es un coleóptero de la familia Chrysomelidae.
Fue descrita científicamente en 1851 por Suffrian.